# Гори Норт-Шор
49°24′25″ пн. ш. 123°12′40″ зх. д. / 49.407° пн. ш. 123.211° зх. д.
Гори Норт-Шор — гірський масив на південному заході канадської провінції Британська Колумбія. Вони простягаються безпосередньо на північ від столичного району Ванкувера і утворюють найпівденнішу частину Прибережних гір. Його назва належить до його розташування на північному березі фіорду Беррард-Інлет, прямо навпроти міста Ванкувер. Гірський хребет межує на заході з Гоу-Саундом, на півночі та північному сході з хребтом Гарібальді, а на сході з іншим фіордом, Індійським рукавом.
Три «спільноти північного узбережжя» Північний Ванкувер, Західний Ванкувер і округ Північний Ванкувер розташовані на берегах затоки Беррард. Три глибокі річкові долини розділяють гори Норт-Шор, річки Капілано, річки Лінн і річки Сеймур. Територія джерела знаходиться під суворою природоохоронною територією і можлива лише у виняткових випадках. Незважаючи на відносно невелику висоту (майже до 1800 м), гори дуже круті і місцями важкодоступні. Кліматичні умови різко контрастують з умовами сусіднього Ванкувера, де кількість опадів значно менша, а погода менш мінлива.
Завдяки своїй близькості до міста Ванкувер гори Норт-Шор є популярним місцем відпочинку з трьома провінційними парками: провінційним парком Маунт-Сеймур, провінційним парком Індіан-Арм і провінційним парком Сайпрес. Через лісисті схили проходить розгалужена мережа пішохідних стежок і маршрутів для гірських велосипедів; Маршрути North Shore Trails названі на честь гірського масиву. Зимовими видами спорту (гірські лижі, сноуборд, бігові лижі) можна займатися на горі Сеймур, на горі Граус і в районі гори Сайпрес.
Найвищою горою в горах Норт-Шор є гора Брансвік, вершина якої становить 1788 м. Але найвідомішими є Леви (1646 м); На вершинному хребті є дві високі скелі, здалеку схожі на дві лев'ячі голови. У горах часто подорожують маунтенбайкери.

## Інтернет-ресурси
- North Shore Rescue